# Caroline Bonaparte
Maria Annunziata Carolina Murat (născută Bonaparte) (25 martie 1782 – 18 mai 1839), cunoscută sub numele de Caroline Bonaparte, a fost al șaptelea copil și a treia fiică a lui Carlo Buonaparte și a Letiziei Ramolino și sora mai mică a lui Napoleon I al Franței. Titlul ei complet era "Prințesă franceză, Mare Ducesă de Berg și Cleves, Regină a Neapole și Sicilia, Prințesă Consort Murat, Contesă de Lipona".

## Primii ani
Caroline s-a născut la Ajaccio, Corsica. A fost sora mai mică a lui Joseph Bonaparte, Napoléon Bonaparte, Lucien Bonaparte, Elisa Bonaparte, Louis Bonaparte și Pauline Bonaparte și sora mai mare a lui Jérôme Bonaparte.
În 1793, Caroline s-a mutat cu familia ei în Franța în timpul Revoluției franceze. Acolo, s-a îndrăgostit de Joachim Murat, unul dintre generalii fratelui ei, și cei doi s-au căsătorit la 20 ianuarie 1800; Caroline avea 17 ani. Inițial, Napoleon nu a vrut să le permită căsătoria, totuși, soția lui, Joséphine de Beauharnais, l-a convins de contrariu. Caroline a fost elevă la școala din St-Germain-en-Laye fondată de Madame Jeanne Campan. A absolvit școala în același timp cu Hortense, fiica Joséphinei (și viitoarea soție a fratelui Carolinei, Louis).

## Căsătoria

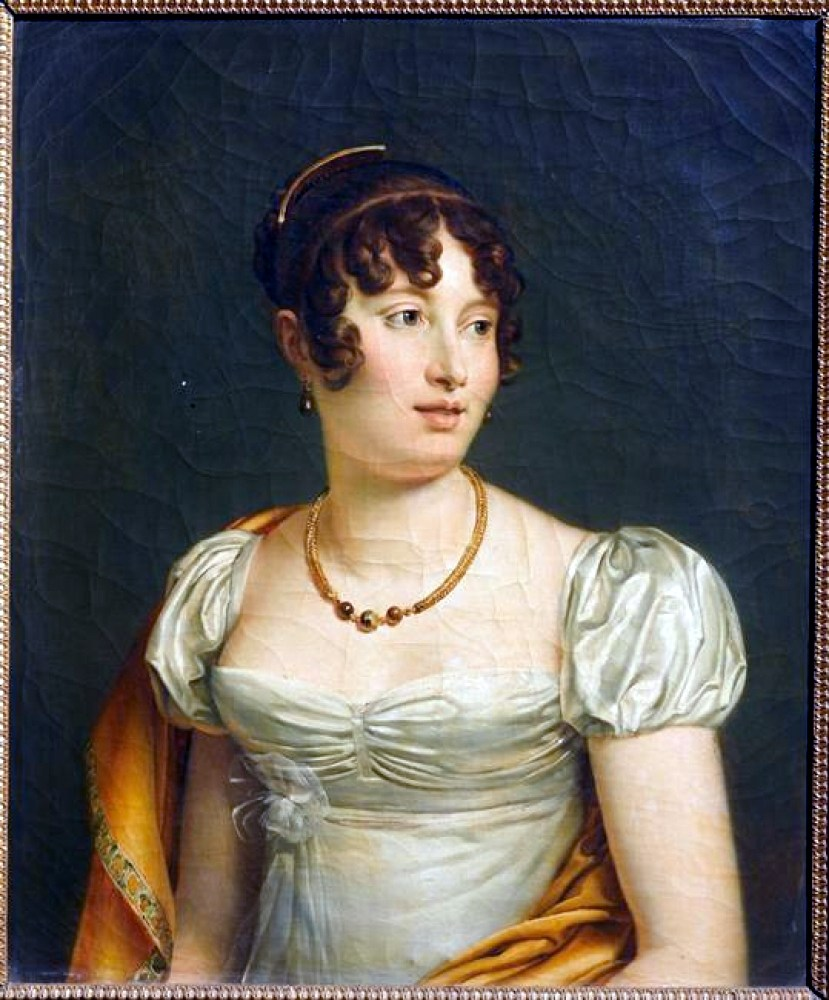
Portret al Carolinei Murat, 1812.

La 18 ianuarie 1800, în prezența familiei s-a semnat contractul de căsătorie și Caroline a primit zestre. La 20 ianuarie, căsătoria civilă a fost celebrată la Mortefontaine. Cuplul s-a instalat la hotel Brionne și, la 27 mai, Napoléon le-a făcut cadou o parte din domeniul de Villiers.
Pentru nașterea prințului Achille la 21 ianuarie 1801, Caroline a primit de la soțul ei cadouri care proveneau ca tribut al armistițiului de la Foligno de la 27 februarie 1801. În aprilie, Carolinei i s-a permis să se alăture soțului ei la Florența. În iulie 1801, Murat a fost numit general șef al armatelor din Republica cisalpină și a fost responsabil pentru pregătirea sosirii suveranilor Etruriei, Louis și Marie-Louise, pe care i-a primit la 2 august 1801 la Palatul Vechi din Florența. Trimiși ulterior la Milano, Caroline și soțul ei au revenit la Paris pentru nașterea celui de-al doilea copil, Letizia. S-au căsătorit religios la 4 ianuarie 1802 în același timp cu cuplul Louis Bonaparte și Hortense de Beauharnais.
Între 1802 și vara anului 1803, Caroline a trăit alternativ la Paris și Milano, unde a primit mai multe personalități din Franța și Italia, a organizat spectacole și dineuri. La 23 august 1803, cuplul Murat a revenit la Paris. Joachim Murat a fost numit de Napoléon guvernator al Parisului și comandant al primei divizii militare. În aprilie 1804, Caroline s-a opus ferm ca fratele ei Napoléon să-l adopte pe Napoléon Louis Charles Bonaparte, fiul Hortensei de Beauharnais, în timp ce copiii ei nu aveau nici titluri nici terenuri.
La nașterea fiicei ei Louise, la 22 martie 1805, Caroline a primit de la Napoléon permisiunea și banii de a achiziționa palatul Élysée. Împreună cu soțul ei, ea a restaurat palatul.

## Mare Ducesă de Berg
A devenit Mare Ducesă de Berg și Cleves la 15 martie 1806 și Regină Consort de Neapole la 1 august 1808. 